# Cristian Roberto Álvarez
Cristian Roberto Álvarez Ríos (Ciudad de Guatemala, Guatemala, Guatemala, 21 de mayo de 1983) es un futbolista guatemalteco, que juega en el Club Social y Deportivo Coatepeque, donde se desempeña como guardameta. Inició su carrera con Comunicaciones y también tuvo un paso por Deportivo Marquense y Municipal.

## Selección nacional

### Participaciones en Copa Centroamericana
| Copa                      | Sede       | Resultado    |
| ------------------------- | ---------- | ------------ |
| Copa Centroamericana 2011 | Panamá     | Quinto lugar |
| Copa Centroamericana 2013 | Costa Rica | Sexto lugar  |

## Clubes
| Club                               | País      | Año       |
| ---------------------------------- | --------- | --------- |
| Comunicaciones Fútbol Club         | Guatemala | 2005-2009 |
| Deportivo Marquense                | Guatemala | 2009-2010 |
| Juventud Retalteca                 | Guatemala | 2010-2012 |
| Club Social y Deportivo Municipal  | Guatemala | 2012-2013 |
| Club Social y Deportivo Coatepeque | Guatemala | 2013-2014 |
| Deportivo Marquense                | Guatemala | 2014      |
| Deportivo Malacateco               | Guatemala | 2015      |
| Club Social y Deportivo Municipal  | Guatemala | 2015      |

- Datos: Q20993929